# Cargotec
Cargotec é uma empresa da Finlândia fundada em junho de 2005 após ter sido separada da Kone Corporation, a empresa atua na fabricação de maquinas indústriais, maquinas de movimentação de cargas para navios, portos e terminais. Em setembro de 2011 formou uma  joint venture na Lituania junto com a Western Shipyard para fabricar equipamentos de portos para o mercado dos países bálticos.
Em 2017 possuia 11.000 funcionários e tinha operações em 100 países.
Os herdeiros do fundador da KONE Corporation são os maiores acionistas da Cargotec com 23,44% das ações.

## Divisões
A empresa é divida em três divisões: MacGregor, Kalmar e Hiab.
MacGregor: É concentrada em soluções e serviços de engenharia para a manipulação de cargas marítimas e cargas offshore, esses produtos são utilizados no transporte marítimo, logística offshore de mercados e navais, nos portos e terminais, e também omo a bordo dos navios.
Kalmar: É especializada em produtos e serviços que são utilizados em portos, terminais, centros de distribuição e na indústria pesada, esses produtos incluem empilhadoras, tratores de terminais, guindastes de cais, guindastes de pátio, de transporte e carros-pórticos, empilhadeiras portuárias e equipamentos para movimentação de contêineres vazios.
Hiab: Fabrica produtos como peças de reposição e que são usados em equipamentos de Transporte e Entrega. O portfólio de produtos dessa divisão inclui Gruas, Guindastes Florestais, Guindastes, empilhadeiras de Reciclagem, Caminhões, plataformas elevatórias, guidastes para caminhões e maquinas industriais.